# Michael Coleman
Pour les articles homonymes, voir Coleman.
Michael Coleman, né en 1891 et décédé le 4 janvier 1945, est un fiddler irlandais.

## Les jeunes années
Michael Coleman est né à Knockgrania, près de Ballymote (comté de Sligo, Irlande). Il est le septième enfant de James et Beatrice Coleman, et l'unique survivant de jumeaux. Son père, né à Banada (comté de Roscommon) est un flûtiste respecté.
Enfant, il apprend la danse traditionnelle irlandaise et la technique du violon, et se produit dans les maisons du voisinage. Durant ses années d'apprentissage, il est influencé par des joueurs de uilleann pipes, en particulier par Johnny Gorman. Dans le domaine du violon, James Scott Skinner eut une grande influence sur son jeu.
Il quitte l'école en 1908, à 17 ans. Il remporte des compétitions en 1909 et 1910. Il rejoint pour quelques mois son frère à Manchester en 1914.

## L'émigration aux États-Unis
En 1914, à 23 ans, Coleman part en bateau pour les États-Unis avec son ami John Hunt. Ils se joignent à la tournée de vaudeville du Keith Teatres et se produisent à de nombreuses reprises. En 1917, il s'installe à New York, et épouse Marie Fanning, originaire du comté irlandais de Monaghan. Ils ont bientôt une fille, Mary.
Entre 1921 et 1936, il enregistre quatre-vingts 78 tours pour de nombreux labels discographiques tels que Shannon, Vocalion Records, Columbia Records, Okeh Records, New Republic, Pathe, O'Beirne de Witt, Victor Records, Brunswick Records, et Decca Records. Certains d'entre eux seront réédités sous les labels Intrepid, Coral Records, et Ace of Hearts. Principalement accompagné au piano, il fait également appel à quelques guitaristes.
Il est le représentant le plus fameux du style Sligo, que ce soit pour sa technique que pour l'expression. Ce style est très ornementé, utilisant beaucoup de triolets. James Morrison est une autre figure représentative de ce style. Les enregistrements de Coleman se répandant dans le comté de Sligo, ils influencent toute une génération de musiciens.
Michael Coleman meurt à New York le 4 janvier 1945. Il est enterré au cimetière de Saint Raymond, dans le Bronx.

## Héritage
Le flûtiste Seamus Tansey, l'accordéoniste Joe Burke et le joueur de tin whistle ont tous été clairement influencés par Coleman.
En 1974, un monument fut érigé par le Coleman Traditional Society, près de sa maison natale, sur la route qui mène de Tubbercurry à Gurteen. Tout proche, se trouve le Coleman Heritage Center, un centre d'archives musicales, réplique de la maison où il a vécu, qui porte l'inscription suivante : Michael Coleman. Master of the fiddle. Saviour of Irish traditional music. Born near this spot in 1891. Died in exile 1945 (Michael Coleman. Maître du violon. Sauveur de la musique traditionnelle irlandaise. Né tout près d'ici en 1891. Décédé en exil en 1945).

## Discographie
- Irish Jigs and Reels ;
- The Enduring Magic (2004) ;
- Michael Coleman 1889 - 1945 ;
- Past Masters of Irish Fiddle Music (contribution).